# Bürgerinitiative Umweltschutz Lüchow-Dannenberg

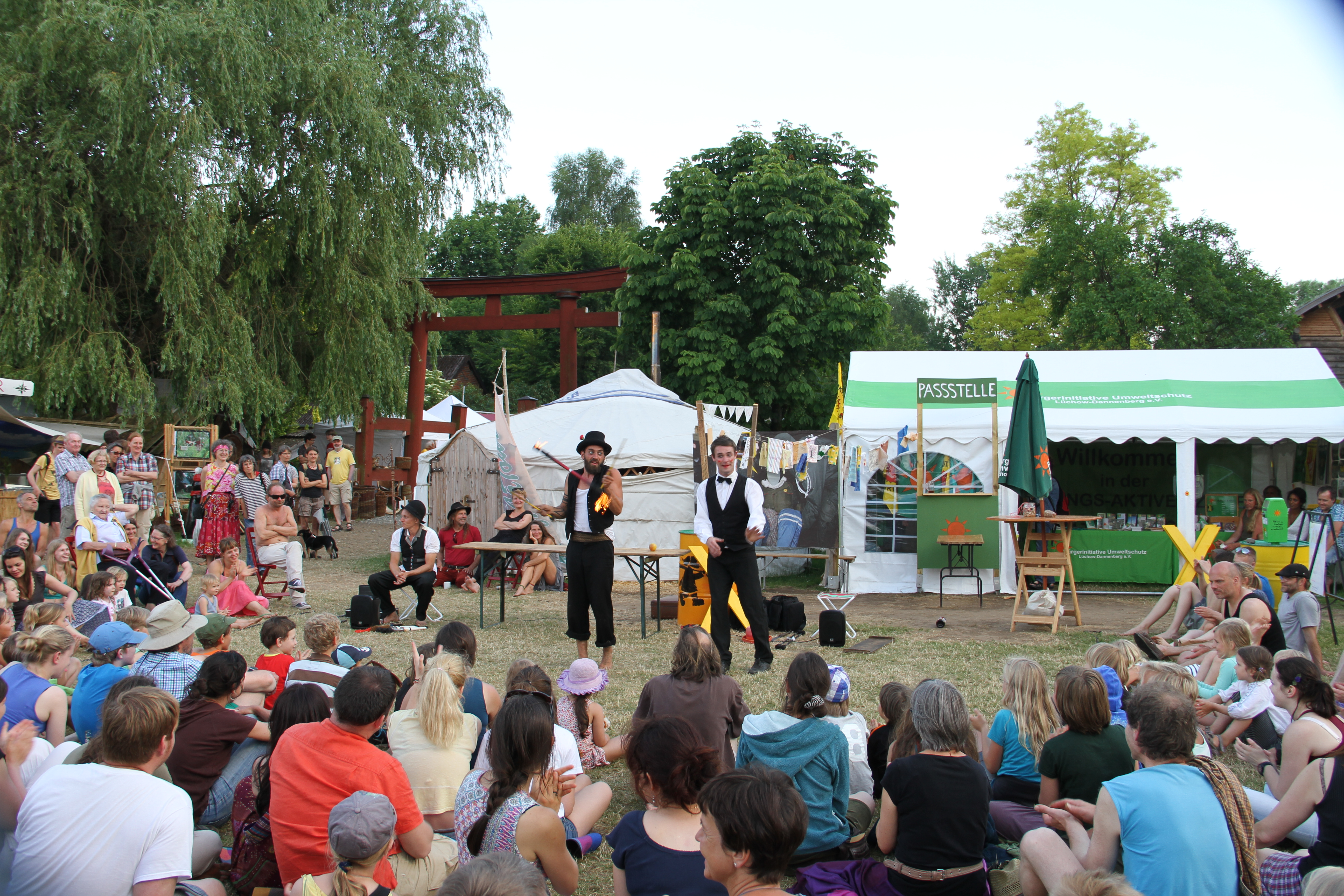
Zelt der Bürgerinitiative während der Kulturellen Landpartie 2014

Die Bürgerinitiative Umweltschutz Lüchow-Dannenberg ist eine Bürgerinitiative, die sich gegen den Transport und die Lagerung radioaktiven Abfalls im Wendland wendet und sich für die Förderung erneuerbarer Energien einsetzt. Sie ist eine der ältesten Bürgerinitiativen in Deutschland und die größte regionale Widerstandsgemeinschaft gegen Atomtransporte zum Brennelemente-Zwischenlager Gorleben.

## Geschichte
Die Initiative wurde 1972 von Bürgern gegründet, um ein Kernkraftwerk in Langendorf an der Elbe zu verhindern. Nach der Standortbenennung Gorlebens als Nukleares Entsorgungszentrum am 22. Februar 1977 setzte sich die Initiative das Ziel, die Einrichtung einer Wiederaufarbeitungsanlage und des Brennelementezwischenlagers zu verhindern. Am 2. März 1977 wurde die Bürgerinitiative Umweltschutz Lüchow-Dannenberg e. V. in das Vereinsregister beim Amtsgericht Dannenberg eingetragen. Einige Mitglieder sind heute in der 3. Generation in der Anti-Atomkraft-Bewegung im Wendland aktiv.
Die Bürgerinitiative versteht sich als eigenständig und parteilos. Sie organisierte in Zusammenarbeit mit dem Netzwerk X-tausendmal quer und der Bäuerlichen Notgemeinschaft friedliche Proteste an der Transportstrecke. Der Verein finanziert sich über Mitgliederbeiträge und Spenden und hat über 1.000 Mitglieder.
Nachdem von der Bundesregierung 2011 ein schrittweiser Atomausstieg beschlossen wurde, setzt sich die Initiative für den Ausbau regenerativer Energien und eine dezentrale Energiepolitik und weiterhin für ein sofortiges Ende der Atommüllproduktion ein. Das Hauptanliegen ist die kritische Begleitung des mit dem im Juli 2013 verabschiedeten Standortauswahlgesetzes (StandAG) erneut begonnenen Prozesses, ein Endlager für hochradioaktive Abfälle zu finden. Die Bürgerinitiative befürchtet, dass der von ihr für ungeeignet gehaltene Salzstock Gorleben-Rambow als ein solches Endlager legitimiert werden soll.
Vorstandsmitglieder der Bürgerinitiative waren unter anderem Marianne Fritzen, Rebecca Harms, Johannes Kempmann, Marianne Tritz, Martin Mombaur, Jochen Stay, Undine von Blottnitz, Kerstin Rudek, Lieselotte Wollny und Wolfgang Ehmke.
Die Bürgerinitiative versendet kostenlos regelmäßig die Zeitung „Gorleben Rundschau“. Daneben gibt sie die Reihe „zur Sache“ – jeweils ein Heft mit einem Schwerpunktthema – heraus. In Lüchow unterhält der Verein seit 1977 ein Büro.